# (70639) 1999 TO236
1999 تي أو 236 (ويعرف أيضًا باسم (70639) 1999 تي أو 236 وفق تسمية الكوكب الصغير) (بالإنجليزية: 1999 TO236)‏ هو كويكب ضمن حزام الكويكبات؛ وترتيبه 70639 من حيث الاكتشاف.
اكتُشف هذا الجُرم الفلكي بواسطة ماسح السماء كاتالينا في 3 أكتوبر 1999.

## وصلات خارجية
- (70639) 1999 TO236 في قاعدة بيانات مختبر الدفع النفاث لأجرام النظام الشمسي الصغيرة

- الاكتشاف · مخطط المدار ·  العناصر المدارية · المعلمات المادية

- (70639) 1999 TO236 على موقع ويكي سكاي: DSS2, SDSS, GALEX, IRAS, Hydrogen α, X-Ray, Astrophoto, Sky Map, Articles and images